# Trissodon tudor
Trissodon tudor är en skalbaggsart som beskrevs av Phillip B. Carne 1957. Trissodon tudor ingår i släktet Trissodon och familjen Dynastidae. Inga underarter finns listade i Catalogue of Life.